# Henry Rawlinson
Sir Henry Creswicke Rawlinson, 1. baronet (5. dubna 1810, Chadlington – 5. března 1895, Londýn) byl anglický důstojník Britské Východoindické společnosti, politik a orientalista, někdy označovaný za otce asyriologie. Byl poslancem britského parlamentu za Liberální stranu (1858, 1865–1868). Jeho bratr George Rawlinson byl významným historikem a teologem. Jeho syn Henry Rawlinson byl významným velitelem britské 5. armády za první světové války.

## Život
Roku 1827 se dostal do Indie jako kadet Východoindické společnosti. Když se zde naučil perštině, byl roku 1833 poslán do Persie spolu s dalšími britskými důstojníky, aby cvičil a reorganizoval šáhovy jednotky. Neshody mezi perským dvorem a britskou vládou, které se týkaly zejména Ruska, vyústily nakonec v odchod britských důstojníků. Rawlinson nicméně ještě předtím začal studovat perské nápisy, zejména ty v klínovém písmu, které byly jen částečně rozluštěny Grotefendem a Saint-Martinem. V letech 1836–1838 pobýval v Kermánšáhu v západním Íránu, kde se nachází behistunský nápis, který ve staré perštině, elamštině a babylonštině (pozdější forma akkadštiny) nechal vytesat Dareios Veliký v letech 522 až 486 př. n. l. Rawlinson, stojící na vratkém žebříku, byl prvním člověkem ze Západu, který přepsal staroperskou část textu. Se svou znalostí staré perštiny se pak pustil do luštění elamské a babylónské části.
V roce 1840 byl jmenován politickým agentem v Kandaháru, kde působil tři roky, a zúčastnil se tak první anglo-afghánské války, za což byl vyznamenán Řádem lázně. Náhodné setkání s generálním guvernérem vyústilo v jeho jmenování politickým agentem v Osmanské Arábii. Usadil se v Bagdádu, pokračoval se studiu klínového písma, takže v roce 1847 byl konečně schopen poslat do Evropy úplný a přesný překlad behistunského nápisu. Poté, co shromáždil velké množství starožitných a geografických informací, i díky návštěvě ruin Ninive s Austenem Henrym Layardem, se v roce 1849 vrátil do Anglie.
V únoru 1850 byl zvolen členem Královské společnosti. Britské muzeum převzalo do péče jeho cennou sbírku babylonských, sabejských a sásánovských artefaktů a poskytlo mu grant na pokračování asyrských a babylonských vykopávek. V roce 1851 se tedy vrátil do Bagdádu, kde jeho archeologické nálezy významně přispěly ke konečnému rozluštění klínového písma. Rawlinsonovým největším přínosem byl objev, že jednotlivé klínopisné znaky mají více čtení v závislosti na jejich kontextu.
Jezdecká nehoda v roce 1855 urychlila jeho odhodlání vrátit se do Anglie. V tomto roce také rezignoval na své místo ve Východoindické společnosti. Před svým návratem se zapojil do nešťastné francouzské mise, jejímž cílem bylo dopravit do Evropy více než 200 beden starožitností, které byly ale nakonec ztraceny.
Po návratu do Anglie byl jmenován korunním ředitelem Východoindické společnosti. Zbývající léta věnoval především politice. Byl zvolen poslancem roku 1858, ale rezignoval, aby mohl být v roce 1859 poslán do Persie jako zplnomocněný vyslanec. Po roce se vrátil kvůli nespokojenosti s tímto postavením. V roce 1865 byl znovu zvolen do parlamentu. Zasedal také v Indické radě (Council of India), která byla britským exekutivním orgánem v Indii. Rawlinson byl jedním z těch, kdo naléhali, že Británie musí držet na uzdě ruské ambice v jižní Asii. Věnoval tomuto tématu spis England and Russia in the East (1875). Varoval před mnoha ruskými kroky v této oblasti, k nimž nakonec skutečně došlo (Ruské impérium díky nim získalo dnešní Uzbekistán).
Od roku 1876 až do své smrti byl správcem Britského muzea. V roce 1891 byl jmenován baronetem. V letech 1874 až 1875 byl prezidentem Královské geografické společnosti a v letech 1869 až 1871 a 1878 až 1881 prezidentem Královské asijské společnosti. Přispěl články o Bagdádu, Eufratu a Kurdistánu do devátého vydání Encyclopædie Britannica. Pomáhal svému bratrovi Georgovi s překladem Hérodota. Zemřel na chřipku.

### Odborné práce
- The Persian Cuneiform Inscription at Behistun (1846–1851)
- A Commentary on the Cuneiform Inscriptions of Babylon and Assyria (1850)
- Outline of the History of Assyria (1852)
- Notes on the Early History of Babylonia (1854)